# Věrní a rozumní
Věrní a rozumní je třetí díl trilogie o ekologicky příznivých způsobech života české bioložky, socioložky a environmentalistky Hany Librové vydaný v roce 2017. Zabývá věrností přírodě, dobrovolnou skromností a environmentální odpovědností. Navazuje na předchozí tituly Pestří a zelení a Vlažní a váhaví. Autorka si v knize klade otázku, proč v době pokračující devastace přírody klesá zájem o její ochranu a zároveň, proč přírodě někteří lidé zůstávají věrní. Librová na knize spolupracovala se svými žáky Vojtěchem Pelikánem, Lukášem Kalou a Lucií Galčanovou, kteří vypracovali kapitolu o mezigeneračním přenosu environmentálních ctností.
Název Věrní a rozumní poukazuje na dva typy vztahu, kteří mají lidé k zanikající přírodě. Věrní jsou typičtí „ochránci přírody“ — environmentalisté a aktivisté. Jejich vztah k přírodě má podobu environmentálního žalu. Jejich aktivita spočívá v práci v terénu a v politickém vyjednávání. Rozumní jsou pragmatičtější. Záchranu přírody nevnímají jako lpění na její původní podobě. Podle nich je třeba vytvořit nový, poloumělý svět, který bude vyhovovat člověku.

## Obsah

### Příčiny environmentální krize
Autorka ve své knize jako jednu z hlavních příčin environmentální krize uvádí to, že informace o ničení životního prostředí u veřejnosti nevyvolávají potřebný ohlas. Jako jednu z možných příčin tohoto jevu uvádí evoluci. Lidé podle ní jakožto lovci a sběrači postrádají potřebné genetické dispozice pro vůli o přírodu pečovat. Schopnost pozorovat změny ve vlastním ekosystému se navíc vytrácí se stoupající urbanizací. Stále větší počet lidí žije naprosto odtrženě od přírody, nezávisle na jednom místě a ekosystému. Příkladem je například globální oteplování, jehož důsledky se (s výjimkou specifických měst jako jsou například Benátky) nejvíc projevují v neobydlených místech a přírodních památkách.

### Environmentální žal
Environmentální žal je psychiatrická diagnóza, která postihuje především ochránce přírody a lidi, kteří mají k přírodě velmi intenzivní vztah. Thanatologie (věda o umírání a smrti) ho chápe jako případ osobního žalu. Typicky doléhá na vyhořelé aktivisty, kteří například pomáhají zvířatům zbavit se nánosů ropy po havárii ropných tankerů. Lidé se při této práci hroutí, protože je psychicky náročná a prakticky bez efektu. Často bývá silnější než žal osobní.  Dalším znakem environmentálního žalu je pocit lidské viny. Ekologické katastrofy jsou totiž většinou přímým důsledkem lidské nepozornosti a bezohlednosti. Na rozdíl od osobního žalu ho nezmírňuje soustrast, protože postihnutí jedinci ve svém okolí těžko hledají pochopení.

### Věrní a rozumní
Autorka v knize rozděluje lidi na základě jejich vztahu k přírodě. Pro věrné je typická sentimentální snaha o návrat k původnímu stavu přírody. Do této skupiny patří environmentalisté a aktivisté. Rozumní se od tradičního, citově založeného přístupu environmentalistů odklánějí. Snahu o zachování přírody vnímají jako zpozdilou, sentimentální a předem ztracenou. Zároveň do budoucna nespoléhají na regenerační schopnosti přírody. Tzv. antropocén (období, kdy lidstvo svou činností globálně ovlivňuje zemský ekosystém) vnímají pozitivně — jako období fyzické dominance člověka nad zemí a jakýsi triumf. Vnímají rozdíl mezi přírodou a životním prostředím. Jde jim o vytvoření dobrého prostředí pro člověka, ne pro přírodu. Příroda je pro ně poskytovatelem služeb.

### Zelená únava a její řešení
Zelená únava je pojem definovaný od začátku 21. století. Je jím myšleno vyhoření ochránců přírody, rezignace na snahu o záchranu životního prostředí z důvodu zklamání, nedostatečné odezvy, nedostatečných prostředků nebo stále větší přítomnosti procesů, které snahu kazí. Autorka v knize navrhuje několik řešení tohoto problému. Možnou obranou proti únavě je zmiňovaný ekopragmatismus. Ekopragmatikům nevadí proměna přírody před očima, dívají se spíše do budoucna. Další variantou je tzv. Zelený životní styl, který usiluje o vytvoření nové kultury s odlišnými civilizačními hodnotami. Je součástí nostalgického přístupu. Aktivisté žijící zeleným životním stylem například organizují pohřby pro zaniklé živočišné druhy. Dalším možným bojem proti zelené únavě je podpora ekologické ekonomie a to především její větve — environmentalismu chudých. Podstatou je přesvědčení chudých o jejich zájmu bránit přírodu jako zdroj obživy. Environmentální problémy je třeba řešit systémově, sociálně i ekonomicky.

### Protipřírodní subkultura a „počítačovníci“
Librová popisuje i existenci skupiny opačné k environmentalistům — protipřírodní subkulturu, vyznavače technického pokroku, antinaturalisty. Slavným příkladem je například životní styl dandyů 19. století, pro které byla typická zahleděnost do vlastní osoby. Dnes je podle autorky skupina antinaturalistů tvořena především městskými „kavárenskými intelektuály“, kteří dávají před pobytem v přírodě přednost kavárně a nejsou tedy seznámení s konceptem lásky k přírodě. Zároveň existují i protipřírodní profese, například architekti a urbanisté mají vytlačování zeleně v popisu práce. Takzvaní „počítačovníci“, tedy lidé živící se informačními technologiemi, do této skupiny nepatří, protože nezřídka mají k přírodě velmi kladný vztah, tvoří nemalou část „dobrovolně skromných“ a v environmentálních aktivitách jich je velký podíl.

### Vyhne se Československo jakožto postsocialistická země chybám kapitalistických států? (Výzkum)
Předseda Federálního výboru pro životní prostředí Josef Vavroušek Hanu Librovou po návratu z Konference o životním prostředí v Riu pověřil výzkumem. Měla zjistit, zda má Československo jakožto postsocialistická země potenciál vyhnout se chybám kapitalistických států (být méně materialistická). Výzkum zaměřila na část obyvatel žijící dobrovolně skromným životem.

#### Situace v roce 1992
U občanů Československa Hana Librová pozorovala opakující se vlastnosti a definovala dvě podskupiny — pestré a zelené. Těmto dvěma podskupinám je věnována i celá první kniha trilogie: Pestří a zelení: Kapitoly o dobrovolné skromnosti (1994). Pro obě skupiny je typická dobrovolná skromnost. Liší se v tom, že pestří se angažují ve společenském životě životě a veřejných funkcích, zatímco zelení jsou uzavřenější. Autorka sestavila soubor asi čtyřiceti rodin, které se vymykaly normálu a žily skromněji než ostatní ne kvůli chudobě, ale z vlastního rozhodnutí. Respondenti zpravidla žili na malém městě nebo vesnici (přestože původem byli většinou z Prahy), nevlastnili auto ani televizi, nejezdili na zahraniční dovolené, zato zavařovali vše, co rostlo na jejich zahradě. Konzumní život jim nebyl sympatický. V jejich domovech bývalo málo nábytku, ale hodně menších předmětů (šicí a psaní stroje, kolo, hudební nástroje...). Oblečení si často vyráběli sami, byli mu díky tomu věrnější a nosili ho často až do úplného obnošení. Ze 70 respondentů bylo 67 věřících. Na otázku, co je k životnímu stylu vede, odpovídali různě. Často odpovídali fatalisticky: „Je to moje cesta.“ Většinou se ke skromnosti rozhodli postupně, nejednalo se o náhlou změnu.

#### Výzkum respondentů po 10 letech (2002)
Návratem k respondentům se zabývá i druhý díl autorčiny trilogie s názvem Vlažní a váhaví: Kapitoly o ekologickém luxusu. U žen došlo k zásadní změně: přestaly být ženami v domácnosti a nastoupily do práce. Rodiny zkusily jezdit na dovolenou, většině z nich však stále stačila česká příroda. Většinou u nich také došlo ke zbohatnutí, byť třeba mírnému (pomohlo tomu i umění hospodařit). Zvýšila se u nich spotřeba energií, vody a jídla: Rodiče se pohroužili do svých povolání a zbylo jim méně času na péči o zahradu a dobytek.

#### Výzkum respondentů po 23 letech (2015)
Zaměstnání a místa bydliště rodin se většinou nezměnily. Rodiče se vyrovnávají se syndromem opuštěného hnízda (nový dobytek, nové děti). Už neplatí diferenciace rolí: Ženy se mohou realizovat a muži jim v tom pomáhají. Environmentální krizi vnímají skepticky a negativně, ne ovšem fatálně a často se uchylují k víře jako východisku.
Zajímavý je rozdíl mezi lidmi žijícími v dobrovolné skromnosti v Česku a v zahraničí. Nabízí se srovnání s australským výzkumem Voluntary Simplicity: Češi se oproti Australanům nesnaží své životní postoje šířit dál a neusilují o velké politické změny.

### Děti pestrých
V knize je položena otázka, zůstaly-li děti pestrých rodičů pestré. Neopustily-li ekologicky úsporný/skromný život a nevydaly se za pohodlím a luxusem měst. Často se totiž stává, že děti zvolí opačnou cestu než jejich rodiče — stejně jako pestří, kteří se z měst od rodičů odstěhovali na samoty. Průměrný věk dotazovaných dětí byl 29 a byly v poměru 17 : 4 — ženy : muži. Na rozdíl od rodičů děti mnohdy pracují ve městech. Na rozdíl od rodičů nejsou vázány na jedno místo, často se stěhují, zahradničí jen málo a volnočasově. Ty děti, které už mají partnera, mnohdy soužijí s někým podobně ekologicky orientovaným. Podobně jako rodiče se věnují většinou humanitním oborům než přírodním vědám. Návrat do divočiny nevylučují, často za rodiči jezdí a až na tři výjimky vnímají dětství pozitivně.
Účastní se také společenského života, už ale ne tak aktivně. Nejsou ve veřejných funkcích, pomáhají ale s kulturním děním rodného města. Odkládají založení rodiny přes to, že v jejich věku jejich rodiče už děti měly. Nedají se už zařadit do skupiny pestrých, mají bohatěji vybavené domácnosti, nakupují však především na tržnicích a v secondhandech.
Svou výchovu kritizují z hlediska sociální roviny. Rodiče byli silně angažovaní, děti byly stydlivé a neměly hezké oblečení. Důvody svých rodičů ale chápaly. Naopak oceňují volnost, jaká jim z jejich strany byla dopřávána. Sourozenci kupříkladu chodili v šesti letech sami do lesa cestou do školy, vraceli se k večeru a situaci zvládli. Právě nevnucujícímu přístupu rodičů připisují autoři knihy ochotu a vůli dětí zvolit podobný způsob života.

### Rorýsi
Kniha je zakončena úvahou o rorýsech — symbolu věrnosti. Ptáci se totiž navracejí do svého starého hnízda. Je zde rozpor, zda má cenu rorýse zachraňovat. Stejně jako je rozporuplné, zda má smysl zachraňovat ohrožené druhy, přírodu a omezovat ve 21. století své konzumní potřeby. Otázkou je, zda má cenu přesvědčovat společnost, aby se o rorýsy starala (a zateplovala svá obydlí, aby měli kde přezimovat), když kvůli stále ubývajícímu vzdušnému planktonu brzy začnou hynout hlady.
Dotázaní pestří toto téma komentují ve smyslu, že má smysl angažmá každého, i když je situace špatná (kazí se půda, ale daří se vysazovat stromy). Zaujímají opačný postoj než ekopragmatici.
Autoři situaci ochránců přírody přirovnávají k dystanzii: Situace ve zdravotnictví, kdy lékaři neposkytnou eutanazii a umírajícího udržují při životě co nejdéle.